# 柴崎邦博
柴崎 邦博（しばざき くにひろ、1985年4月1日 - ）は、東京都出身の元サッカー選手。ポジションはGK。

## 来歴
静岡産業大学卒業後の2007年、J1の大宮アルディージャに入団するも江角浩司・荒谷弘樹の前に出番が無く1年で退団。
2008年に柱谷幸一監督率いるJFLの栃木SCに入団。チームはJFLで2位に入りJ2に昇格したが第3GKという扱いから脱することができず、ベンチ入りもままならなかった。
2009年、柱谷から松田浩に監督が交代。背番号も21から1に変更となった。チームのJリーグ初年度となったこの年は成績が振るわず、点が取れないばかりか守備も安定しなかった。そんな中全く出番の無かった柴崎が、第36節のサガン鳥栖戦より正GKのベテラン小針清允に代わり先発起用され、その後最終節までゴールを守った。最終的には16試合の出場で4勝4分8敗の22失点、4完封とまずまずの結果を残した。
小針がガイナーレ鳥取に移籍した2010年は武田博行と激しく正GKの座を争い19試合に出場。チームも前年の17位から10位と躍進したが、2011年は7試合の出場に留まり、さらに第2GKの座も東京ヴェルディから加入した鈴木智幸に脅かされベンチ外の試合も増えた。2012年も同様の状態が続き、5試合の出場に終わった。武田がギラヴァンツ北九州へ移籍した2013年も徳島ヴォルティスから加入した榎本達也の控えにとどまっている。
2011年から、栃木SC選手会長（日本プロサッカー選手会支部長）を務める。
2014年11月26日、栃木SCの公式サイトで契約満了が発表され、同年をもって引退した。

## 所属クラブ
- 2000年 - 2002年 保善高校
- 2003年 - 2006年 静岡産業大学
- 2007年 大宮アルディージャ
- 2008年 - 2014年 栃木SC

## 個人成績
| 国内大会個人成績 | 国内大会個人成績 | 国内大会個人成績 | 国内大会個人成績 | 国内大会個人成績 | 国内大会個人成績 | 国内大会個人成績 | 国内大会個人成績 | 国内大会個人成績 | 国内大会個人成績 | 国内大会個人成績 | 国内大会個人成績 |
| 年度             | クラブ           | 背番号           | リーグ           | リーグ戦         | リーグ戦         | リーグ杯         | リーグ杯         | オープン杯       | オープン杯       | 期間通算         | 期間通算         |
| 年度             | クラブ           | 背番号           | リーグ           | 出場             | 得点             | 出場             | 得点             | 出場             | 得点             | 出場             | 得点             |
| 日本             | 日本             | 日本             | 日本             | リーグ戦         | リーグ戦         | リーグ杯         | リーグ杯         | 天皇杯           | 天皇杯           | 期間通算         | 期間通算         |
| ---------------- | ---------------- | ---------------- | ---------------- | ---------------- | ---------------- | ---------------- | ---------------- | ---------------- | ---------------- | ---------------- | ---------------- |
| 2007             | 大宮             | 31               | J1               | 0                | 0                | 0                | 0                | 0                | 0                | 0                | 0                |
| 2008             | 栃木             | 21               | JFL              | 0                | 0                | -                | -                | 0                | 0                | 0                | 0                |
| 2009             | 栃木             | 1                | J2               | 17               | 0                | -                | -                | 1                | 0                | 17               | 0                |
| 2010             | 栃木             | 1                | J2               | 19               | 0                | -                | -                | 1                | 0                | 20               | 0                |
| 2011             | 栃木             | 1                | J2               | 7                | 0                | -                | -                | 1                | 0                | 8                | 0                |
| 2012             | 栃木             | 1                | J2               | 5                | 0                | -                | -                | 1                | 0                | 6                | 0                |
| 2013             | 栃木             | 1                | J2               | 4                | 0                | -                | -                | 0                | 0                | 4                | 0                |
| 2014             | 栃木             | 1                | J2               | 3                | 0                | -                | -                | 0                | 0                | 3                | 0                |
| 通算             | 日本             | 日本             | J1               | 0                | 0                | 0                | 0                | 0                | 0                | 0                | 0                |
| 通算             | 日本             | 日本             | J2               | 55               | 0                | -                | -                | 4                | 0                | 59               | 0                |
| 通算             | 日本             | 日本             | JFL              | 0                | 0                | -                | -                | 0                | 0                | 0                | 0                |
| 総通算           | 総通算           | 総通算           | 総通算           | 55               | 0                | 0                | 0                | 4                | 0                | 59               | 0                |

- Jリーグ初出場：2009年8月29日 J2第36節 対サガン鳥栖戦 (栃木県グリーンスタジアム)